# سكوت ليرد
سكوت ليرد (بالإنجليزية: Scott Laird)‏ (15 مايو 1988 في المملكة المتحدة - ) هو لاعب كرة قدم بريطاني في مركز الدفاع. شارك مع منتخب إنجلترا لكرة القدم C ‏. أما مع النوادي، فقد لعب مع بريستون نورث إيند وستيفيناغ بوروه وسكونثورب يونايتد ونادي توركي يونايتد ونادي بليموث أرجايل وTiverton Town F.C. ‏.

## وصلات خارجية
- سكوت ليرد على موقع قاعدة بيانات كرة القدم.إي يو (الإنجليزية)
- سكوت ليرد على موقع Soccerbase.com (لاعب) (الإنجليزية)
- سكوت ليرد على موقع Soccerway.com (الإنجليزية)